# Părva profesionalna futbolna liga 2020-2021
La Părva profesionalna futbolna liga 2020-2021, anche conosciuta come Efbet Liga per ragioni di sponsorizzazione, è stata la 97ª edizione della massima serie del campionato bulgaro di calcio, la 76ª disputata sotto la formula di un campionato di lega; è iniziata il 7 agosto 2020 e terminata il 26 maggio 2021. Il Ludogorec, squadra campione in carica, si è riconfermato conquistando il trofeo per la decima volta nella sua storia, tutti vinti consecutivamente.

## Stagione

### Novità
Nella stagione precedente sono retrocesse, dopo aver perso la finale play-out, il Dunav Ruse e, da ultima classificata, il Vitoša Bistrica. Il CSKA 1948 Sofia, primo classificato in Vtora liga, è stato promosso in massima serie insieme al Montana, vincitore della finale play-out.

### Formula
Le 14 squadre partecipanti si affrontano in una prima fase con gare di andata-ritorno, per un totale di 26 giornate. Al termine della prima fase, le prime sei squadre classificate si qualificano per i play-off, in cui si scontrano in gare di sola andata; le squadre classificate dal 7º al 10º posto si qualificano per i play-off di Europa Conference League, dove si affrontano in gare di andata e ritorno, per un totale di ulteriori 6 giornate; infine, le squadre dall'11º al 14º si qualificano per i play-out, scontrandosi tra di loro in gare di andata e ritorno.

Al termine della stagione la squadra campione si qualifica per il primo turno di qualificazione della UEFA Champions League 2021-2022. La squadra classificata al secondo posto si qualifica per il secondo turno di qualificazione della UEFA Europa Conference League 2021-2022. La vincente dei Play-off Europa Conference League affronta la terza classificata nel girone dei Play-off per un ulteriore posto in Europa Conference League. La terz'ultima classificata disputa uno spareggio promozione retrocessione contro la terza classificata in Vtora Liga. Le ultime due classificate nel girone dei play-out retrocedono direttamente in Vtora liga.

## Squadre partecipanti
| Club              | Città          | Stadio                         | Stagione precedente |
| ----------------- | -------------- | ------------------------------ | ------------------- |
| Arda Kărdžali     | Kărdžali       | Arena Arda                     | 9º posto in A PFG   |
| Beroe             | Stara Zagora   | Stadio Beroe                   | 6º posto in A PFG   |
| Botev Plovdiv     | Plovdiv        | Stadio Hristo Botev            | 7º posto in A PFG   |
| Botev Vraca       | Vraca          | Stadio Hristo Botev            | 11º posto in A PFG  |
| Carsko Selo       | Sofia          | Complesso sportivo Carsko Selo | 13º posto in A PFG  |
| Černo More Varna  | Varna          | Stadio Tiča                    | 7º posto in A PFG   |
| CSKA 1948 Sofia   | Sofia          | Stadio nazionale Vasil Levski  | 1º posto in B PFG   |
| CSKA Sofia        | Sofia          | Stadio dell'Esercito bulgaro   | 2º posto in A PFG   |
| Levski Sofia      | Sofia          | Stadio Georgi Asparuhov        | 4º posto in A PFG   |
| Lokomotiv Plovdiv | Plovdiv        | Stadio Lokomotiv               | 5º posto in A PFG   |
| Ludogorec         | Razgrad        | Ludogorec Arena                | 1º posto in A PFG   |
| Montana           | Montana        | Stadio Ogosta                  | 3º posto in B PFG   |
| Etăr              | Veliko Tărnovo | Stadio Ivajlo                  | 10º posto in A PFG  |
| Slavia Sofia      | Sofia          | Stadio Slavia                  | 3º posto in A PFG   |

## Prima fase

### Classifica finale
|  | Pos. | Squadra           | Pt | G  | V  | N  | P  | GF | GS | DR  |
|  | ---- | ----------------- | -- | -- | -- | -- | -- | -- | -- | --- |
|  | 1.   | Ludogorec         | 64 | 26 | 20 | 4  | 2  | 59 | 18 | +41 |
|  | 2.   | Lokomotiv Plovdiv | 52 | 26 | 15 | 7  | 4  | 41 | 19 | +22 |
|  | 3.   | CSKA Sofia        | 50 | 26 | 14 | 8  | 4  | 39 | 20 | +19 |
|  | 4.   | Arda Kărdžali     | 45 | 26 | 12 | 9  | 5  | 36 | 29 | +7  |
|  | 5.   | CSKA 1948 Sofia   | 38 | 26 | 10 | 8  | 8  | 34 | 30 | +4  |
|  | 6.   | Beroe             | 37 | 26 | 10 | 7  | 9  | 38 | 28 | +10 |
|  | 7.   | Černo More Varna  | 37 | 26 | 10 | 7  | 9  | 27 | 25 | +2  |
|  | 8.   | Carsko Selo       | 34 | 26 | 9  | 7  | 10 | 29 | 27 | +2  |
|  | 9.   | Levski Sofia      | 28 | 26 | 7  | 7  | 12 | 25 | 27 | -2  |
|  | 10.  | Botev Plovdiv     | 24 | 26 | 5  | 9  | 12 | 25 | 46 | -21 |
|  | 11.  | Slavia Sofia      | 23 | 26 | 6  | 5  | 15 | 19 | 40 | -21 |
|  | 12.  | Botev Vraca       | 22 | 26 | 6  | 4  | 16 | 26 | 39 | -13 |
|  | 13.  | Etăr              | 22 | 26 | 4  | 10 | 12 | 20 | 45 | -25 |
|  | 14.  | Montana           | 20 | 26 | 4  | 8  | 14 | 21 | 46 | -25 |

Legenda:
      Ammesse ai Play-off
      Ammesse ai Play-off Europa Conference League
      Ammesse ai Play-out
Regolamento:
Tre punti a vittoria, uno a pareggio, zero a sconfitta.

### Risultati

#### Tabellone
|                   | AKa  | Ber  | BPl  | BVr  | CSe  | ČMV  | CSK  | C48  | Eta  | Lev  | LPl  | Lud  | Mon  | SSo  |
| ----------------- | ---- | ---- | ---- | ---- | ---- | ---- | ---- | ---- | ---- | ---- | ---- | ---- | ---- | ---- |
| Arda Kărdžali     | –––– | 1-0  | 3-2  | 3-2  | 2-0  | 1-0  | 1-1  | 1-1  | 3-2  | 1-1  | 0-2  | 2-2  | 3-0  | 2-1  |
| Beroe             | 0-1  | –––– | 3-0  | 6-0  | 0-1  | 4-0  | 1-0  | 0-0  | 1-2  | 2-1  | 1-3  | 1-4  | 0-0  | 1-1  |
| Botev Plovdiv     | 0-2  | 3-3  | –––– | 2-0  | 0-0  | 0-0  | 0-3  | 3-2  | 1-1  | 2-1  | 2-0  | 0-2  | 1-1  | 0-1  |
| Botev Vraca       | 0-0  | 1-2  | 1-2  | –––– | 0-3  | 0-1  | 1-2  | 0-0  | 5-1  | 1-3  | 0-1  | 3-1  | 2-0  | 1-2  |
| Carsko Selo       | 4-0  | 0-2  | 2-2  | 1-2  | –––– | 1-0  | 2-1  | 0-0  | 3-0  | 2-2  | 0-3  | 1-1  | 0-0  | 2-0  |
| Černo More Varna  | 2-0  | 2-1  | 1-0  | 2-1  | 1-0  | –––– | 1-1  | 1-2  | 0-1  | 0-0  | 0-0  | 1-4  | 3-0  | 3-2  |
| CSKA Sofia        | 1-1  | 1-1  | 2-1  | 2-1  | 1-0  | 1-0  | –––– | 2-0  | 1-0  | 1-0  | 0-0  | 2-2  | 6-0  | 1-0  |
| CSKA 1948 Sofia   | 0-2  | 1-0  | 5-0  | 1-0  | 2-1  | 0-0  | 2-2  | –––– | 5-1  | 0-0  | 1-0  | 0-3  | 2-0  | 5-1  |
| Etar              | 0-0  | 2-3  | 0-0  | 0-0  | 1-0  | 0-4  | 2-2  | 3-1  | –––– | 0-0  | 1-2  | 0-2  | 0-0  | 1-1  |
| Levski Sofia      | 1-2  | 0-2  | 2-2  | 0-0  | 0-1  | 1-2  | 0-2  | 3-0  | 2-1  | –––– | 1-0  | 0-3  | 2-0  | 1-0  |
| Lokomotiv Plovdiv | 0-0  | 1-1  | 6-0  | 2-1  | 2-0  | 2-1  | 2-1  | 1-1  | 1-1  | 1-0  | –––– | 3-2  | 2-2  | 2-0  |
| Ludogorec         | 1-0  | 2-0  | 2-1  | 2-1  | 1-1  | 1-0  | 1-0  | 4-0  | 6-0  | 1-0  | 3-1  | –––– | 1-0  | 3-0  |
| Montana           | 3-3  | 1-1  | 3-1  | 0-1  | 3-4  | 1-1  | 1-2  | 1-0  | 1-0  | 0-4  | 0-1  | 1-3  | –––– | 2-1  |
| Slavia Sofia      | 3-2  | 0-2  | 0-0  | 0-2  | 1-0  | 1-1  | 0-1  | 1-3  | 0-0  | 1-0  | 0-2  | 0-2  | 2-1  | –––– |

## Seconda fase

### Play-off

#### Classifica finale
|                     | Pos. | Squadra           | Pt | G  | V  | N  | P  | GF | GS | DR  |
| ------------------- | ---- | ----------------- | -- | -- | -- | -- | -- | -- | -- | --- |
| Bulgaria (bandiera) | 1.   | Ludogorec         | 70 | 31 | 22 | 4  | 5  | 69 | 29 | +40 |
|                     | 2.   | Lokomotiv Plovdiv | 61 | 31 | 17 | 10 | 4  | 48 | 23 | +25 |
|                     | 3.   | CSKA Sofia        | 59 | 31 | 17 | 8  | 6  | 46 | 24 | +22 |
|                     | 4.   | Arda Kărdžali     | 50 | 31 | 13 | 11 | 7  | 42 | 37 | +5  |
|                     | 5.   | CSKA 1948 Sofia   | 47 | 31 | 12 | 11 | 8  | 41 | 34 | +7  |
|                     | 6.   | Beroe             | 39 | 31 | 10 | 9  | 12 | 42 | 38 | +4  |

Legenda:
      Campione di Bulgaria e ammessa al primo turno di qualificazione della UEFA Champions League 2021-2022
      Ammessa al secondo turno di qualificazione della UEFA Europa Conference League 2021-2022
 Ammessa allo spareggio per l'UEFA Europa Conference League 2021-2022
Regolamento:
Tre punti per la vittoria, uno per il pareggio, zero per la sconfitta.

#### Risultati
|                   | AKa  | Ber  | CSK  | C48  | LPl  | Lud  |
| ----------------- | ---- | ---- | ---- | ---- | ---- | ---- |
| Arda Kărdžali     | –––– |      |      | 0-0  | 3-3  |      |
| Beroe             | 0-2  | –––– |      | 3-3  |      |      |
| CSKA Sofia        | 1-0  | 2-0  | –––– |      |      | 4-1  |
| CSKA 1948 Sofia   |      |      | 1-0  | –––– |      | 3-1  |
| Lokomotiv Plovdiv |      | 0-0  | 2-0  | 0-0  | –––– |      |
| Ludogorec         | 4-1  | 3-1  |      |      | 1-2  | –––– |

### Play-off Europa Conference League

#### Classifica finale
|  | Pos. | Squadra          | Pt | G  | V  | N  | P  | GF | GS | DR  |
|  | ---- | ---------------- | -- | -- | -- | -- | -- | -- | -- | --- |
|  | 7.   | Černo More Varna | 45 | 32 | 12 | 9  | 11 | 37 | 34 | +3  |
|  | 8.   | Levski Sofia     | 41 | 32 | 11 | 8  | 13 | 34 | 32 | +2  |
|  | 9.   | Carsko Selo      | 37 | 32 | 9  | 10 | 13 | 33 | 39 | -6  |
|  | 10.  | Botev Plovdiv    | 32 | 32 | 7  | 11 | 14 | 34 | 52 | -18 |

Legenda:
 Ammessa allo spareggio per l'UEFA Europa Conference League 2021-2022
Regolamento:
Tre punti per la vittoria, uno per il pareggio, zero per la sconfitta.

#### Risultati
|                  | BPl  | CSe  | ČMV  | Lev  |
| ---------------- | ---- | ---- | ---- | ---- |
| Botev Plovdiv    | –––– | 5-0  | 1-1  | 0-1  |
| Carsko Selo      | 0-0  | –––– | 0-1  | 0-2  |
| Černo More Varna | 3-1  | 3-3  | –––– | 1-2  |
| Levski Sofia     | 1-2  | 1-1  | 2-1  | –––– |

### Spareggio Europa Conference League
|               | Risultati |                  | Luogo e data             |
| ------------- | --------- | ---------------- | ------------------------ |
| Arda Kărdžali | 1 - 0     | Černo More Varna | Kărdžali, 30 maggio 2021 |

### Play-out

#### Classifica finale
|  | Pos. | Squadra      | Pt | G  | V | N  | P  | GF | GS | DR  |
|  | ---- | ------------ | -- | -- | - | -- | -- | -- | -- | --- |
|  | 11.  | Slavia Sofia | 31 | 32 | 9 | 7  | 16 | 28 | 44 | -16 |
|  | 12.  | Botev Vraca  | 30 | 32 | 8 | 6  | 18 | 31 | 45 | -14 |
|  | 13.  | Montana      | 28 | 32 | 6 | 10 | 16 | 26 | 52 | -26 |
|  | 14.  | Etăr         | 28 | 32 | 6 | 10 | 16 | 25 | 53 | -28 |

Legenda:
 Ammessa allo Spareggio promozione-retrocessione.
      Retrocessa in Vtora Liga 2021-2022
Regolamento:
Tre punti per la vittoria, uno per il pareggio, zero per la sconfitta.

#### Risultati
|              | BVr  | Eta  | Mon  | SSo  |
| ------------ | ---- | ---- | ---- | ---- |
| Botev Vraca  | –––– | 2-0  | 1-0  | 1-1  |
| Etar         | 2-0  | –––– | 1-2  | 0-3  |
| Montana      | 1-1  | 1-0  | –––– | 0-2  |
| Slavia Sofia | 2-0  | 0-2  | 1-1  | –––– |

### Spareggio promozione-retrocessione
|             | Risultati |                 | Luogo e data          |
| ----------- | --------- | --------------- | --------------------- |
| Botev Vraca | 1 - 0     | Septemvri Sofia | Sofia, 28 maggio 2021 |

## Statistiche

### Individuali

#### Classifica marcatori
| Gol |  |  | Giocatore         | Squadra                       |
| --- |  |  | ----------------- | ----------------------------- |
| 18  |  |  | Claudiu Keșerü    | Ludogorec                     |
| 16  |  |  | Atanas Iliev      | Botev Plovdiv                 |
| 15  |  |  | Mathias Coureur   | Černo More Varna              |
| 14  |  |  | Martin Kamburov   | CSKA 1948 Sofia (9) Beroe (5) |
| 14  |  |  | Dimităr Iliev     | Lokomotiv Plovdiv             |
| 12  |  |  | Preslav Borukov   | Etar                          |
| 10  |  |  | Alioune Fall      | Beroe                         |
| 9   |  |  | Georgi Minčev     | Lokomotiv Plovdiv             |
| 9   |  |  | Galin Ivanov      | CSKA 1948 Sofia               |
| 8   |  |  | Ivan Kokonov      | Arda Kărdžali                 |
| 8   |  |  | Ali Sowe          | CSKA Sofia                    |
| 8   |  |  | Daniel Genov      | Botev Vraca                   |
| 8   |  |  | Spas Delev        | Arda Kărdžali                 |
| 8   |  |  | Tonislav Jordanov | Arda Kărdžali                 |